# Alexander Farenholtz
Alexander Farenholtz (* 1954 in Helmstedt, Niedersachsen) ist ein deutscher Kulturmanager.

## Leben
Farenholtz, Sohn des Architekten, Stadtplaners und Hochschullehrers Christian Farenholtz, studierte Verwaltungswissenschaft. Von 1982 bis 1986 arbeitete er für den Hamburger Senat, zuletzt als Leiter der Abteilung „Bezirkliche Arbeitsmarktpolitik“ im Bezirksamt Hamburg-Harburg. 1986 wechselte er als Persönlicher Referent zum Pforzheimer Oberbürgermeister Joachim Becker. 1989 war er als Geschäftsleiter an der Realisierung der Documenta IX unter der künstlerischen Leitung von Jan Hoet beteiligt. 1993 wurde er Leiter des Ministerbüros im baden-württembergischen Kultusministerium. 1996 übernahm er zusammen mit Tom Stromberg die Leitung des Kulturprogramms der Weltausstellung Expo 2000 in Hannover. Zu Beginn des Jahres 2002 wurde er zum Gründungsvorstand und Verwaltungsdirektor der Kulturstiftung des Bundes bestellt. An der Seite von Hortensia Völckers als Künstlerischer Leiterin übte er dieses Amt bis zum Erreichen der Altersgrenze im Januar 2020 aus. Der Aufsichtsrat der documenta und Museum Fridericianum gGmbH berief ihn am 18. Juli 2022, zwei Tage nach Rücktritt der Ausstellungsdirektorin Sabine Schormann, zum Interims-Geschäftsführer der documenta fifteen. Zum 1. März 2023 wurde der Kulturmanager Andreas Hoffmann als neuer Geschäftsführer der documenta für die kommende Ausstellung eingesetzt.